# Емоционална интелигенција
Емоционална интелигенција омогућава стварање способности, вештина и компетенција које особи дају способност да се рационално носи са захтевима и притисцима околине.
Емоционалну интелигенцију представља склоп више способности — способност саморазумевања, самоконтроле, самоувереност и способност емпатије. Емоционална интелигенција није супротна, већ само различита, комплементарна способност у односу на рационалну интелигенцију. Хауард Гарднер (енгл. Howard Gardner) је први поменуо да постоји седам различитих врста интелигенције, а да је емоционална интелигенција једна од њих. 

## Појам
Појам емоционалне интелигенције обрадио је Данијел Голман (енгл. Daniel Goleman) у књизи „Емоционална интелигенција“, објављеној 1994. 
Према Голману, модел емоционалне интелигенције се састоји од неколико битних компонената:
1. Самосвест – способност „читања“ сопствених емоција и схватање какав утицај имају на околину
2. Доношење одлука – проучавање сопствених поступака и познавање последица
3. Управљање осећањима – спознавање шта је подлога осећања
4. Превазилажење стреса – научити опуштати се и разумети важност опуштања
5. Емпатија – разумевање туђих осећања и уважавање различитости мишљења
6. Комуникација – разговарати о осећањима са разумевањем и бити добар слушалац
7. Самооткривање – разумевање потребе за отвореношћу и поверењем, научити када и како говорити о својим осећањима
8. Проницљивост – препознавање образаца у личном и животу других људи
9. Самоприхватање – умети прихватити своје мане, умети ценити своје врлине
10. Лична одговорност – преузети одговорност и умети препознати последице личних одлука и реаговања
11. Самопоуздање – умети изложити своје бриге и осећања без љутње и пасивности
12. Групна динамика – спознати када пратити, а када водити
13. Решење конфликта – модел „победити/освојити“ при преговарачком компромису

## Концепт
Иако многи концепти интелигенције тек пролазе научну потврду а инструменти проверу поузданости, не можемо а да не приметимо да су нова истраживања у области интелигенције унела свежину и интелигенцију поново вратила у жижу интересовања научне и ненаучне јавности.
Појам емоционална интелигенција појављује се, почетком 90-их година прошлог века, а по први пут су га увели у својим радовима аутори Peter Salovey са Универзитета Јејл и John D. Mayer са Универзитета Њу Хемпшир. Они су у складу са научном методологијом постепено и темељно развијали моделе и инструменте за процену емоционалне интелигенције. Mayer, Salovey и Caruso допринели су да се концепт емоционалне интелигенције у великој мери развије и научно потврди. У ту сврху су креирани тестови с потребним метријским карактеристикама иницирајући многобројна истраживања широм света. Неки аутори употребљавају и друге термине када говоре о истом склопу вештина и способности, стога у литератури сусрећемо појмове као: емоционални квоцијент (Goleman, 78), емоционална писменост и емоционална компетентност (Dulewic и Higgs, 56).
Емоционалну интелигенцију су дефинисали као „способност праћења и разликовања сопствених и туђих осећаја и емоција, и коришћења тих информација као водича за мишљење и понашање“ (Salovey и Mayer, 203). Сами аутори сматрају да ова дефиниција наглашава само опажање и регулацију емоција, те да је испустила размишљање о осећањима. Исти аутори стога предлажу ревидирану дефиницију, према којој „емоционална интелигенција укључује способности брзог запажања процене и изражавања емоција; способност увиђања и генерисања осећања која олакшавају мишљење; способности разумевања емоција и знање о емоцијама; и способност регулисања емоција у сврху промоције емоционалног и интелектуалног развоја“ (Salovey и Mayer, 204). У сажетијем виду, три аутора емоционалну интелигенцију дефинишу као способност опажања, асимилације, разумевања и управљања емоцијама (Mayer, Caruso и Salovey, 139). Наведене способности поређане су према сложености психичких процеса које укључују од једноставнијих (запажање и изражавање емоција) до сложених (свесност, рефлексивност и регулација емоција). 
Укратко дефинисана, емоционална интелигенција је способност да се опазе емоције, да им се приђе и да се изазову, како би помогле процесу мишљења. У бити, емоционална интелигенција описује способност да се ефикасно одржава веза између емоција и мишљења, да се употребе емоције како би се олакшало расуђивање и да се интелигентно расуђује о емоцијама (Salovey и Mayer, 203). George (74) даље наводи да се емоционална интелигенција усредсређује на меру у којој когнитивне способности појединца добијају информације од емоција и на меру у којој се управља емоцијама (Buontempo, 29). Према Големану емоционалну интелигенцију чине некогнитивне способности, компетенције и вештине које утичу на способност особе да се носи са захтевима и притисцима околине. Емоционална интелигенција се делом стиче генетским наслеђем, али значајним делом процесом учења.

## Биолошки извори емоционалне мудрости
Мозак човека три пута је већи од мозга наших најближих рођака у еволуцији. Амигдала је жлезда бадемастог облика, која належе на мождано стабло и налази се у близини лимбичког прстена. Постоје две амигдале, по једна са сваке стране мозга приљубљене уз мождану кору. Људска амигдала је релативно велика. Џозеф Леду (Joseph LeDoux, 126, 125), неуролог Центра за неурологију при Њујоршком Универзитету, први је открио кључну улогу амигдале у емоционалном животу појединца.
Резултати његових истраживања истичу амигдалу за центар емоционалних активности. По Леду амигдала и хипокампус су представљали два дела примитивног мозга који су заслужни за формирање кортекса, а затим и неокортекса (LeDoux & Muller, 125). Амигдала је задужена за емоционалне активности. Хируршко одстрањивање амигдале од остатка мозга, онемогућиле би особу да одмери емоционалну важност догађаја уз губитак заинтересованости за међусобне односе. Без амигдале се не могу препознати осећања. Амигдала представља и својеврсно складиште емоционалне меморије. Животињама којима је амигдала оштећена или одстрањена недостаје осећање страха и беса, губе жељу за такмичењем и међусобним контактом, те немају ни осећај за положај у сопственој врсти. Њима су емоције или нестале или отупеле. Сузе као емоционални одговор својствен човеку процесуирају се такође у амигдали. Амигдалу можемо сагледати и као унутрашњи алармни систем, увек када угроженост постоји. Страх изазива ланац реакција, тада амигдала хитно алармира сваки важни део мозга: покреће лучење хормона, активира центре за покрет, кардиоваскуларни систем и абдомен. Амигдала покреће мождано стабло омогућавајући лицу да задобије израз одушевљења, страха, да се обуставе неважни мишићни покрети, да се убрза рад срца, повећа крвни притисак и успори дисање. Импулси амигдале усмеравају пажњу и на извориште страха припремајући мишиће за правовремену реакцију заштите. 
Мождано стабло окружује врх кичмене мождине. Као мождани корен усклађује основне животне функције као што су дисање и метаболизам, истовремено управљајући покретима и реакцијама, омогућавајући исправно реаговање и функционисање. Од можданог стабла развили су се емоционални центри као што је неокортекс. У њему се одвијају процеси који омогућавају креирање мисли и осећања. Сазнање да је неокортекс формиран из емоционалног дела, указује на блиску повезаност мисли и осећања. Дакле, делови мозга одговорни за емоционалне реакције постојали су много пре делова који су одговорни за рационално мишљење. 
Најстарији део нашег емоционалног живота налази се у чулу мириса (у олфакторном делу). Сва жива бића поседују одређени молекуларни „мирисни траг“. У најранијим временима мирис је помагао у борби за опстанак. Неуролози сматрају да су од олфакторног дела центри за емоције еволуирали и довољно нарасли заокружујући врх можданог стабла. У првобитном стадијуму, олфакторне центре чинили су танки режњеви неурона који су анализирали мирис и категорисали биљке и животиње на јестиве или отровне, хранљиве или непријатељске. Појавом првих сисара, сматрају неуролози настали су нови емоционални центри. Овај део мозга је заокружио и ограничио мождано стабло, па је назван лимбичким системом. Лимбички систем је омогућио две врло важне функције: учење и памћење, појачавајући способност прилагођавања.

## Критике
Емоционална интелигенција и Голманова анализа из 1995 су биле предмет критике других научника:

### Могућност предвиђања
Френк Ленди разликује „комерцијалну” и „академску” дискусију о емотивној интелигенцији (ЕИ), што аргументује тиме да оне различито виде предиктивну моћ ове особине. По њему, комерцијални извори снажно наглашавају практичну корист за оне који поседују ЕИ, док они академски упозоравају да то није случај. На пример. Голман је 1998. тврдио да: „најефикаснији лидери су слични по једној важној особини: сви имају високу ЕИ”. Џон Мејер је 1999. упозорио да: „популарна литература тврди да људи са високом ЕИ имају предности у животу”, што је по њему преоптимистично и није поткрепљено резултатима научних истраживања. Ленди подржава ове аргументе тврдњом да подаци о предностима појединаца високе ЕИ потичу од истраживања која нису јавно доступна истраживачима у сврхе анализе или провере. Кетрин Муренски, у студији из 2000, тврди да није могуће објективно мерити ЕИ и демонстрирати њен утицај на ефикасно руковођење, јер се она мери субјективним упитницима, где појединци сами себе оцењују.
У студији о значају ЕИ за обављање послова и руковођење, Хармс и Креде су утврдили да су мета-аналитичке процене ЕИ без значаја када се контролишу особине личности и интелигенција.

### Корелација са особинама личности
Други истраживачи су истакли критику да формулари у којима појединци сами оцењују своју ЕИ великим делом одговарају мерењу особина личности. Сматра се да је ово случај јер је ЕИ особина личности. Конкретно, две димензије, од „великих 5”, које су најближе повезане са ЕИ су екстровертност и неуротицизам. Неуротицизам је повезан са негативним емоцијама и нервозом, а такве особе ће вероватно лоше себе оценити на тесту ЕИ, где сами себе оцењују. 
Интерпретације упитника о ЕИ и особинама личности су разноврсне, али доминантно мишљење у научној литератури је да се ради о „особини емотивна интелигенција”, што је колекција других особина личности.
Мета-анализа 142 базе података, извршена 2017, нашла је веома велико поклапање генералних особина личности и ЕИ. Поклапање је толико да су истраживачи закључили: „Резултати сугеришу да су генералне особине личности веома сличне, чак можда идентичне, особини под именом ЕИ”.